# Micrasema charonis
Micrasema charonis är en nattsländeart som beskrevs av Banks 1914. Micrasema charonis ingår i släktet Micrasema och familjen bäcknattsländor. Inga underarter finns listade i Catalogue of Life.